# Lars Silén
Lars Karl Paul Silén, född den 12 juli 1910 i Överluleå församling, Norrbottens län, död 1 oktober 1999 i Katarina församling, Stockholm
, var en svensk zoolog. Han var son till Paul och Elin Silén samt bror till Sven Silén.
Silén blev filosofie licentiat 1936 och filosofie doktor 1938. Han var läroverkslärare 1938-44, blev docent i zoologi vid Stockholms högskola 1944 och var laborator där 1947-55. Silén utnämndes till professor vid Lunds universitet med tillträde 1956, men återvände redan samma år till Stockholm som professor. Han blev emeritus 1975. Silén invaldes 1969 som ledamot av Kungliga Vetenskapsakademien.

## Utmärkelser
- Kommendör av Nordstjärneorden, 6 juni 1974.[3]